# Trần Thị Thanh Huyền
Trần Thị Thanh Huyền (sinh 1967) là đại biểu Quốc hội Việt Nam khóa 11, thuộc đoàn đại biểu Thanh Hoá.